# Dezider Serfözö
Dezider Serfözö (6. března 1937 Veľká Ida – 21. července 2014 Košice) byl slovenský fotbalista, útočník.

## Fotbalová kariéra
V československé lize hrál za VSS Košice a Lokomotívu Košice. Nastoupil ve 28 ligových utkáních a dal 5 gólů.

## Ligová bilance
| Ročník                                   | Zápasy | Góly | Klub  | Minuty            |
| ---------------------------------------- | ------ | ---- | ----- | ----------------- |
| 1. československá fotbalová liga 1964/65 | 5      | 0    | 258   | VSS Košice        |
| 1. československá fotbalová liga 1965/66 | 15     | 4    | 1 329 | Lokomotíva Košice |
| 1. československá fotbalová liga 1966/67 | 8      | 1    | 602   | Lokomotíva Košice |
| CELKEM                                   | 28     | 5    | 2 189 |                   |